# Loma (Volk)

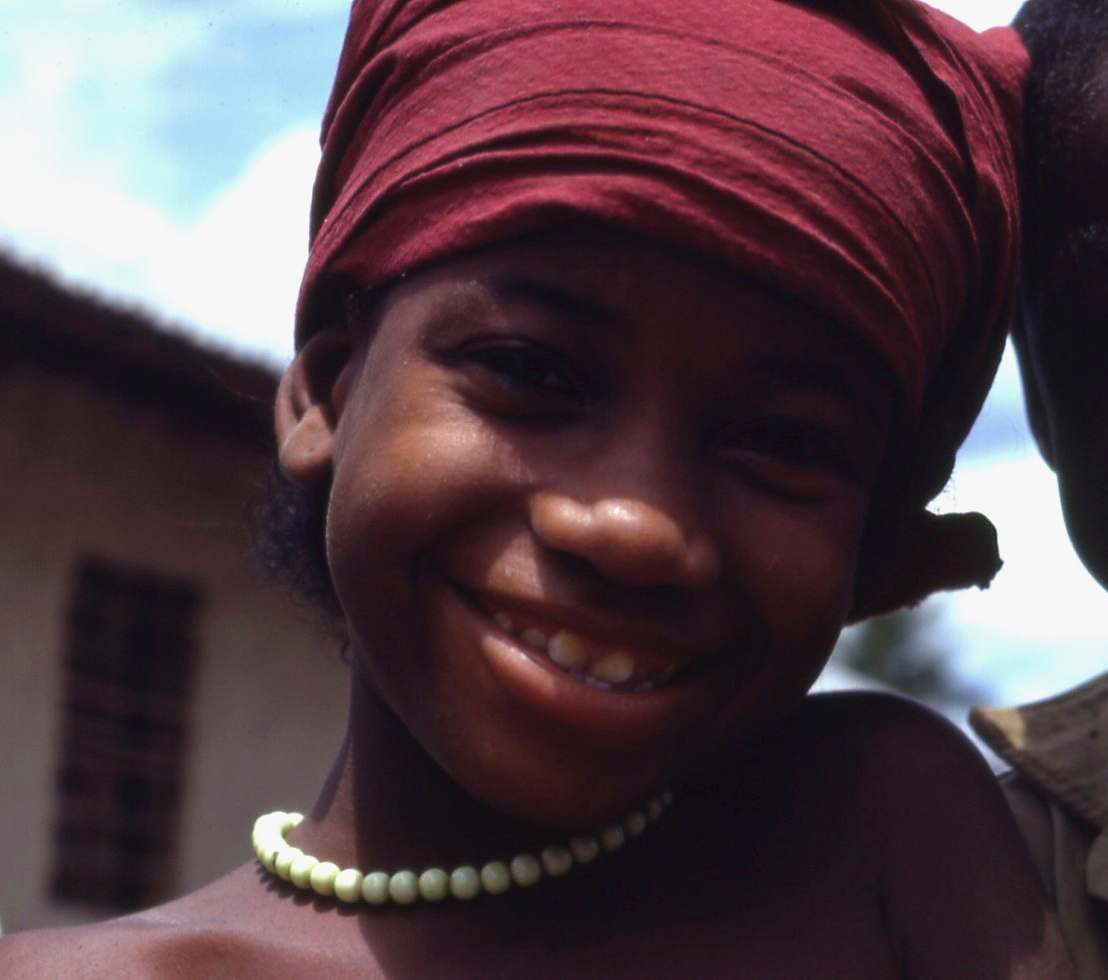
Loma-Mädchen in Liberia 1968

Die Loma (auch Loghoma, Looma, Lorma; Eigenbezeichnung: Löömàgìtì lɔːmàɡìtì, oder Löghömagiti lɔɣɔmàɡòːi in Guinea) sind ein Mandevolk, welches hauptsächlich in den Bergen lebt, in der schwach bevölkerten Grenzregion zwischen Guinea und Liberia. Im Jahre 1991 gab es geschätzt noch 250.000 Loma zwischen beiden Ländern.
In Guinea leben 144.000 Loma, in Liberia 165.000.
Die Loma sprechen eine Sprache des südwestlichen Zweigs der Mandesprachen, das Loma. Die Sprache ist verwandt mit den Sprachen der Kpelle, Mende, und Bandi.
Die Malinke, Konyaka und Kissi bezeichnen die Loma als Toma. Die Loma von heute bezeichnen sich selbst als Löömàgìtì (beziehungsweise Löghömagiti), was „Volk der Loma“ bedeutet, und bezeichnen die Sprache Löömàgòòi (lɔːmàɡòːi) oder Löghömàgòòi (lɔɣɔmàɡòːi).